# Mariam Chabi Talata
Mariam Chabi Talata épouse Zimé Yérima, née le 7 juillet 1963 à Bembéréké (Bénin), est une femme politique béninoise, professeure de philosophie et cadre de l'administration béninoise. Elle est la vice-présidente de la République du Bénin depuis le 23 mai 2021 après son élection aux côtés du président Patrice Talon dont elle fut la colistière à l’occasion de l'élection présidentielle béninoise de 2021.

## Biographie

### Études et formation
Après un baccalauréat littéraire obtenu en 1985 au CEG Akpakpa Centre de Cotonou, elle intègre la faculté des lettres, arts et sciences humaines (FLASH) de l'université nationale du Bénin, où elle poursuit des études de philosophie. À l'issue de sa licence, elle réussit le concours d'entrée à l'École normale supérieure de Porto-Novo pour une spécialisation et en sort diplômée du CAPES de philosophie. En 2006, elle est admise au concours d'entrée au Centre de formation du personnel d'encadrement de l'éducation nationale (EFPEEN), qui lui permet d'accéder au corps des inspecteurs de l'enseignement secondaire général.

### Carrière professionnelle
Elle officie dans plusieurs établissements du nord du pays, tels que le CEG Hubert-Maga et le séminaire Notre-Dame de Fatima, mais aussi dans le supérieur, à l'École normale supérieure de Porto-Novo. Sa carrière dans l'enseignement est parachevée par son accès au corps des inspecteurs de l'enseignement secondaire général, à la suite de sa réussite au concours de l'EFPEEN.
Mariam Chabi Talata occupe également des fonctions administratives aux niveaux local et national. Sa carrière administrative débute en 2003 en tant que censeur du CEG Hubert Maga. De 2013 à 2016 elle est inspectrice pédagogique déléguée (IPD) des départements du Borgou et de l'Alibori. Puis, de 2016 à 2019, elle occupe le poste directrice de l’enseignement secondaire au ministère de l'Enseignement,.

### Carrière politique
L’engagement politique de Mariam Chabi Talata débute en 2001 avec son adhésion au parti UDS de Sacca Lafia. Elle est élue conseillère municipale de la ville de Parakou de 2008 à 2015 et occupe dans ce cadre le poste de présidente de l'Union des femmes élues conseillères communales des départements de l'Alibori du Borgou et des collines (UFeC/ABC). 
En 2016, elle milite au sein des coalitions de partis politiques qui ont soutenu la candidature de Patrice Talon à l'élection présidentielle, dont celui-ci sortira victorieux. Dans le contexte de la réforme du système partisan, elle fait partie des membres fondateurs du parti Union progressiste (UP), pour le compte duquel elle participe aux élections législatives de 2019 en tant que suppléante du ministre de l'Intérieur Sacca Lafia. À l'issue des élections, elle devient députée de la 8e législature et première femme à se faire élire au poste de 1re vice-présidente de l'Assemblée nationale,,. En 2019, lors des élections communales, elle est la première femme sur la liste de l'UP dans la 8e circonscription.
En 2021 elle est colistière de Patrice Talon au poste de vice-président, dans la perspective de l'élection présidentielle  du 11 avril 2021, marquant le deuxième mandat du président Patrice Talon. Elle a été décrite comme une « féministe » et a fait campagne sur la légalisation de l'avortement et sur l'éducation des femmes.